# ایمیر مک‌براید

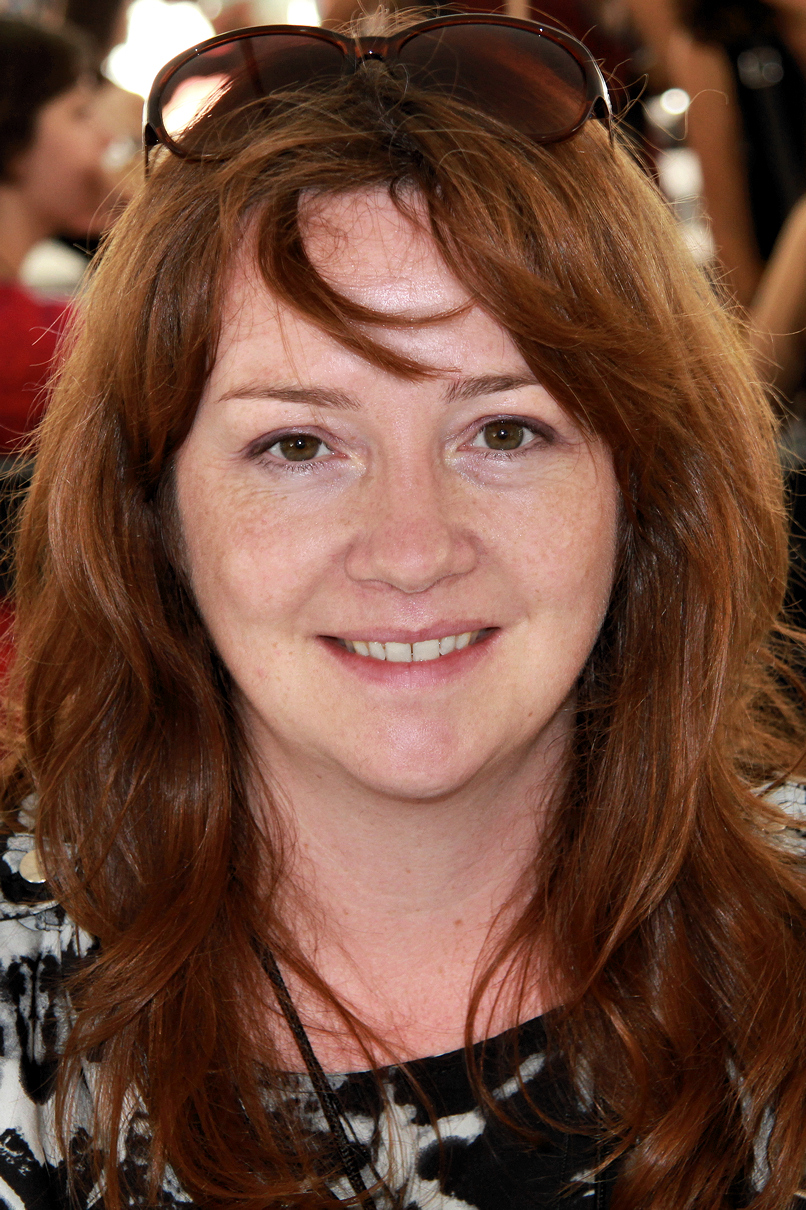
ایمیر مک‌براید در نمایشگاه کتاب تگزاس ، سال ۲۰۱۴ میلادی.

ایمیر مک‌براید (به انگلیسی: Eimear McBride) نویسنده اهل ایرلند است که فعالیت نوشتاری خود را از سال ۲۰۱۳ میلادی آغاز کرد. مک‌براید در سال ۱۹۷۶ از پدر و مادری ایرلندی در شهر لیورپول انگلستان متولد شد اما زمانی که تنها سه سال داشت خانواده‌اش به شهر توبرکوری در جمهوری ایرلند و سپس اسلایگو و در آخر به مایو مهاجرت کردند. وی در ۱۷ سالگی برای تحصیل در مرکز نمایش لندن به این شهر مهاجرت کرد. وی سال ۲۰۰۴ در طول شش ماه اثر خود به نام دختر یک چیز نیمه شکل یافته است را نگاشت اما نُه سال زمان برد تا اینکه بتواند کتابش را منتشر سازد. این کتاب به سبک سیال ذهن نوشته شده‌است.
مک‌براید هم‌اکنون ساکن شهر نوریچ انگلستان است.

## آثار
- دختر یک چیز نیمه شکل یافته است: ۲۰۱۳

## جوایز
- جایزه گلدن اسمیتس ۲۰۱۳: دختر یک چیز نیمه شکل یافته است.
- جایزه یادبود جفری فیبر ۲۰۱۳: دختر یک چیز نیمه شکل یافته است.
- جایزه فولیو ۲۰۱۴: دختر یک چیز نیمه شکل یافته است.
- جایزه ادبیات داستانی زنان ۲۰۱۴: دختر یک چیز نیمه شکل یافته است.
- جایزه ادبیات داستانی گروه ایرلندی کری ۲۰۱۴: دختر یک چیز نیمه شکل یافته است.
- جایزه دسموند الیوت ۲۰۱۴: دختر یک چیز نیمه شکل یافته است.